# Mayra Gaviria
Mayra Gaviria, född 26 maj 1997, är en friidrottare från Colombia. Hon deltog vid olympiska sommarspelen 2024.